# مرة واحدة (أغنية جاستن بيبر)
"مرة واحدة" (بالإنجليزية: One Time) هي أول أغنية منفردة للمغني الكندي جاستن بيبر. هي الأغنية المنفردة الرئيسية من أسطوانته المطولة الأولي، عالمي (2009). طُرحت للمرة الأولي علي الراديو الرئيسي والإيقاعي في 18 مايو 2009. تم إصدارها خلال التنزيل الرقمي في الولايات المتحدة وكندا في 7 يوليو 2009، وتم إصدارها في العديد من البلدان الأخري خلال خريف 2009. تم إصدار نسخة صوتية من الأغنية بعنوان "نسخة قلبي" علي آي تيونز في 22 ديسمبر 2009. الأغنية هي أغنية بوب شباب، تواكب نسبيًا تأثيرات نوعية البوب-سول، عن حبّ المراهقة.
تلقت الأغنية مراجعات إيجابية من النقاد، مشيدين بإنتاجها، وغنائها، وجودة كلماتها. حققت الأغنية نجاحًا تجاريًا، حيث وصلت إلي تصنيف أفضل عشرين أغنية في كندا، والولايات المتحدة، وألمانيا، والمملكة المتحدة، وفرنسا، ونيوزيلندا وتم ترسيمها في عدة دول أخري. حصلت الأغنية المنفردة علي الشهادة البلاتينية في كندا والولايات المتحدة. يُصوّر الفيديو الموسيقي المصاحب بيبر في حفل منزلي ويضم موجهه، أشر، وصديقه المحلي، ريان بتلر. اعتبارًا من يوليو 2022، حصد الفيديو أكثر من 714 مليون مشاهدة علي موقع مشاركة الفيديوهات يوتيوب. قدّم بيبر الأغنية في عدد من العروض الحية، بما في ذلك برامج القبة، والنجم القادم، وديك كلارك لعشية رأس السنة الصاخبة مع رايان سيكرست.

## الخلفية
كُتبت الأغنية لبيبر من قِبل المنتج وكاتب أغاني الهيب هوب/الآر أند بي الأمريكي المخضرم كريستوفر "تريكي" ستيوارت، وكاتب الأغاني والمنتج الصوتي كوك هاريل لصالح شركتهما ريد زون إنترتينمنت، كأغنيته المنفردة الأولي. كتبا العديد من الأغاني الناجحة قبل أن يكتبا وينتجا أغنية بيبر الأولي، بما في ذلك أغنية بيونسيه "السيدات العازبات"، وأغنية ماريا كاري "مهووس"، وأغنية فابلوس "ألقها في الحقيبة" وأغاني أخري. تم إنتاج "مرة واحدة" بواسطة ستيوارت وثنائي الإنتاج ذا موفمنت، بينما قدم هاريل التسجيل الصوتي والإنتاج. حصلت فرقة ذا موفمنت أيضًا علي حقوق كتابة الأغنية، وكذلك ثابيسو نخيرياني. سجّل بيبر الأغنية في استوديوهات تراينجل ساوند التابعة لريد زون في سافانا، جورجيا، علي بُعد ساعات قليلة من منزله الحالي في أتلانتا، جورجيا. كما سجّل بيبر بعضًا من الأغنية في غرفة بوم بوم في بوربانك، كاليفورنيا. قام جايسن-جوشوا فاولر وديف بينسادو بمزج الأغنية في استوديوهات سايلنت ساوند في أتلانتا.

## التكوين
وُصفت أغنية "مرة واحدة" بأنها "إيقاع بطيء نوعًا ما." وصفت صحيفة واشنطن بوست الأغنية، إلي جانب أغنية "أحبيني"، بأنهما "أغنيتان نوادي بسيطتان." ووصفها موقع About.com بأنها "إيقاع ميد تيمبو قوي." تتألف الأغنية في مفتاح دو♯ الصغير. تسير الأغنية بخطي معتدلة، وتُغني المقدمة والخاتمة بأسلوب الغناء والسرد، حيث يُكرر بيبر بصوته عبارة "أنا وأنت/سأخبرك مرة واحدة." تُغني المقاطع بمساعدة إيقاعات الباس الممزوجة بموسيقى الآر أند بي، مع خلفية أوتار خفيفة بنفس الخطي المعتدلة، قبل أن تتأهب القنطرة لللازمة عبر الكلمات "عالمك عالمي/معركتي معركتك/أنفاسي أنفاسك/وقلبك." ينتقل بيبر إلي الثُمانيّ البَين، حيث لا تختلف الموسيقى الداعمة كثيرًا عن بقية الأغنية، لكنها قُدمت ببطء قليلًا وصولاً إلي الجوقة والخاتمة.

## الاستقبال النقدي
وصف بيل لامب من موقع About.com الأغنية بأنها "بداية مثالية لمسيرة جاستن بيبر المهنية"، مشيرًا إلي أن الأغنية كانت تحمل تأثير كريس براون الشاب، وأشاد بإنتاج ذا-دريم وتريكي ستيوارت لجعل الأغنية المنفردة معاصرة وتجارية. رغم ذلك، انتقد لامب الأغنية لكونها "عامة" أكثر من اللازم، ولأن بيبر لم يُتح له مجالاً كافيًا لإبراز صوته. وصف مايكل مناحيم من مجلة بيلبورد الأغنية بأنها "أغنية بوب مميزة تستغل أيضًا جمالية موسيقى الهيب هوب الشبابية السائدة". قارن أيضًا بيبر ببراون في الأغنية، وقال إن "صوت تينور [بيبر] يعيد إلي الأذهان أول غناء [لبراون] في أغنية "شغله!" عام 2005، عندما كان، هو الآخر، في الخامسة عشرة من عمره وعلي أعتاب النجومية". علي عكس لامب، قال مناحيم إن الأغنية منحت مساحة واسعة لغناء بيبر للتألق، حيث ينطلق بثقة نحو الجوقة. وصفت ليا غرينبلات من مجلة إنترتينمنت ويكلي الأغنية بأنها واحدة من أكثر الأغاني رواجًا في خريف عام 2009، قائلةً إن "موسيقى البوب-سول لبيبر تتميز بهذه القصة المنعشة المناسبة للعمر عن الحب الشبابي."

## أداء اللوائح
وصلت الأغنية إلي المركز الخامس والتسعين علي قائمة بيلبورد هوت 100 لأسبوع 25 يوليو 2009. ظلت الأغنية علي القائمة لما يقرُب من ستة أشهر قبل أن تصل إلي ذروتها في النهاية عند المركز السابع عشر علي اللائحة. رغم أن الأغنية لم تكتسب زخمًا حتي أواخر 2009 تقريبًا، إلا أنها تمكنت من الوصول إلي المركز التاسع والثمانين علي قائمة بيلبورد هوت 100 لنهاية العام لعام 2009، والمركز الحادي والثمانين علي قائمة كاناديان هوت 100 لنهاية العام. وصلت أيضًا إلي المركز الخامس والسبعين علي قائمة هوت للأغاني المنفردة الرقمية لنهاية العام. بعد أن ظلت خارج قائمة العشرين الأوائل لبضعة أسابيع، في الأسبوع المُسمي 9 يناير 2010، بسبب إصدار "مرة واحدة: نسخة قلبي" على آي تيونز، وزيادة مبيعات ألبوم عالمي، قفزت الأغنية ثلاثين مركزًا من المركز السابع والأربعين إلى المركز السابع عشر، لتصل إلي ذروة جديدة علي القائمة. ظهرت الأغنية لأول مرة علي قائمة بيلبورد بوب في المركز الرابع والثمانين كأعلي أول ظهور في الأسبوع. بلغت ذروتها منذ ذلك الحين عند المركز الرابع عشر. وصلت إلي المركز الثاني عشر في كندا، حيث بقيت علي القائمة لمدة عشرين أسبوعًا متتاليًا. حصلت الأغنية علي الشهادة البلاتينية في كندا من جمعية صناعة التسجيلات الكندية (CRIA) في سبتمبر 2009. حصلت علي الشهادة البلاتينية من جمعية صناعة التسجيلات الأمريكية (RIAA) في الولايات المتحدة في يناير 2010، وتجاوزت مبيعاتها مليون نسخة. بحلول فبراير 2011، بيعت الأغنية أكثر من 2،132،000 نسخة.
حققت الأغنية نجاحًا عالميًا أيضًا. ظهرت لأول مرة في بلجيكا (فلاندرز) في المركز السادس والعشرين وبلغت ذروتها في المركز الثاني عشر علي لائحة ببلنغ أندر، ما يعادل بلوغها المركز الثاني والستين علي اللائحة الرئيسية. ظهرت لأول مرة في لائحة بلجيكا (والونيا) في المركز السادس والعشرين في أسبوعها الأول، الأسبوع المنتهي في 16 يناير 2010، ومنذ ذلك الحين بلغت ذروتها في المركز السادس، ما يعادل بلوغها المركز الرابع والأربعين علي اللائحة الرئيسية. ظهرت الأغنية لأول مرة في النمسا في المركز الحادي والسبعين في أسبوع 4 سبتمبر 2009، وبلغت ذروتها في المركز الثلاثين، وبقيت علي اللائحة لمدة أحد عشر أسبوعًا. ظهرت أغنية "مرة واحدة" لأول مرة في المركز الرابع عشر في ألمانيا، والتي أصبحت أعلي مركز لها علي اللائحة. ظهرت الأغنية لأول مرة في أستراليا في المركز الثاني والثمانين ووصلت لاحقًا إلي ذروتها في المركز الثالث والعشرين. في أيرلندا، ظهرت الأغنية لأول مرة في المركز الخامس والأربعين علي ترتيب أغاني أيرلندا. ومنذ ذلك الحين بلغت ذروتها في المركز الحادي والثلاثين علي اللائحة. ظهرت الأغنية لأول مرة علي تصنيف المملكة المتحدة للأغاني المنفردة في المرتبة 135، وقفزت إلي المركز الرابع عشر في 10 يناير 2010. بعد أسبوع، في 17 يناير 2010، قفزت الأغنية مجددًا إلي المركز الحادي عشر، بفارق ضئيل عن المراكز العشرة الأولي. بلغت ذروتها في المركز السادس في نيوزيلندا، والثالث عشر في فرنسا.

## روابط خارجية
- كلمات الأغنية الكاملة على مترولايركس